# Thaya
Die Thaya (tschechisch Dyje) ist ein Nebenfluss der March. Sie ist 235,4 Kilometer lang und hat einen stark gewundenen Lauf. Sie verläuft zu einem großen Teil an der Staatsgrenze zwischen Österreich (Niederösterreich) und Tschechien (Mähren), bildet aber nur selten exakt die Grenze.

## Name
Der Name des Gewässers leitet sich vom ostgermanischen Begriff *Dūhja ab, was so viel wie „Schlamm“ bzw. „Sumpf“ bedeutet.
Nach einer anderen Erklärung stammt der Name des Gewässers von der indogermanischen Wurzel *dheu- „fließen“, die während der Römerzeit in dujas verwandelt wurde, wovon die Slawen im 7. oder 8. Jahrhundert den Vorläufer der tschechischen Bezeichnung Dyje ableiteten. Die bairischen Siedler der Marcha orientalis übernahmen die Bezeichnung Dyja und verballhornten ihn zu Taja. Die Chronica Boemorum erwähnt den tschechischen Fluss Dyje im Jahr 1082.
Frühere Schreibweisen sind auch Taya bzw. Taja.

## Geographie

### Oberlauf

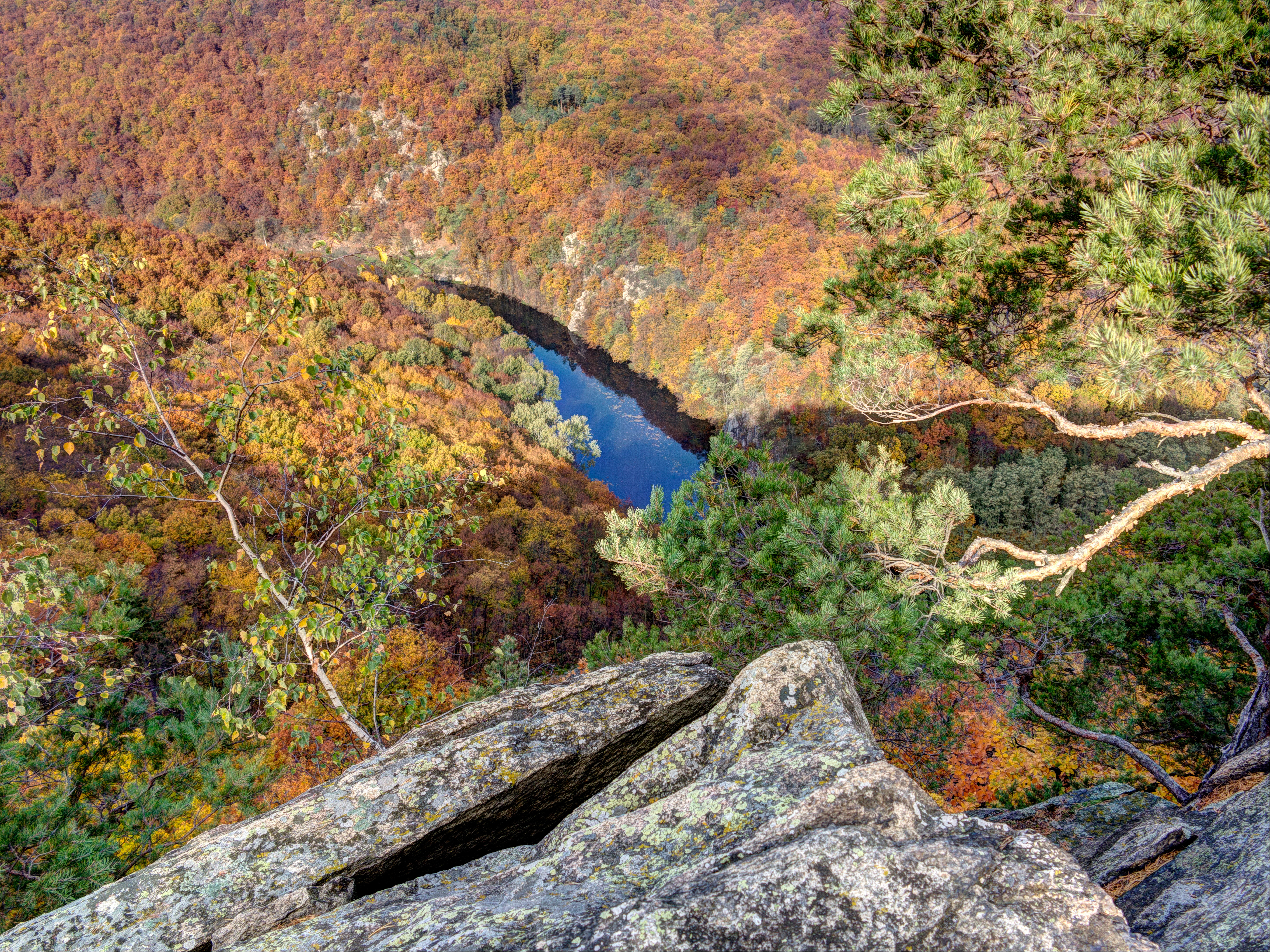
Charles-Sealsfield-Gedenkplatz in der Nähe seines Heimatdorfes Poppitz

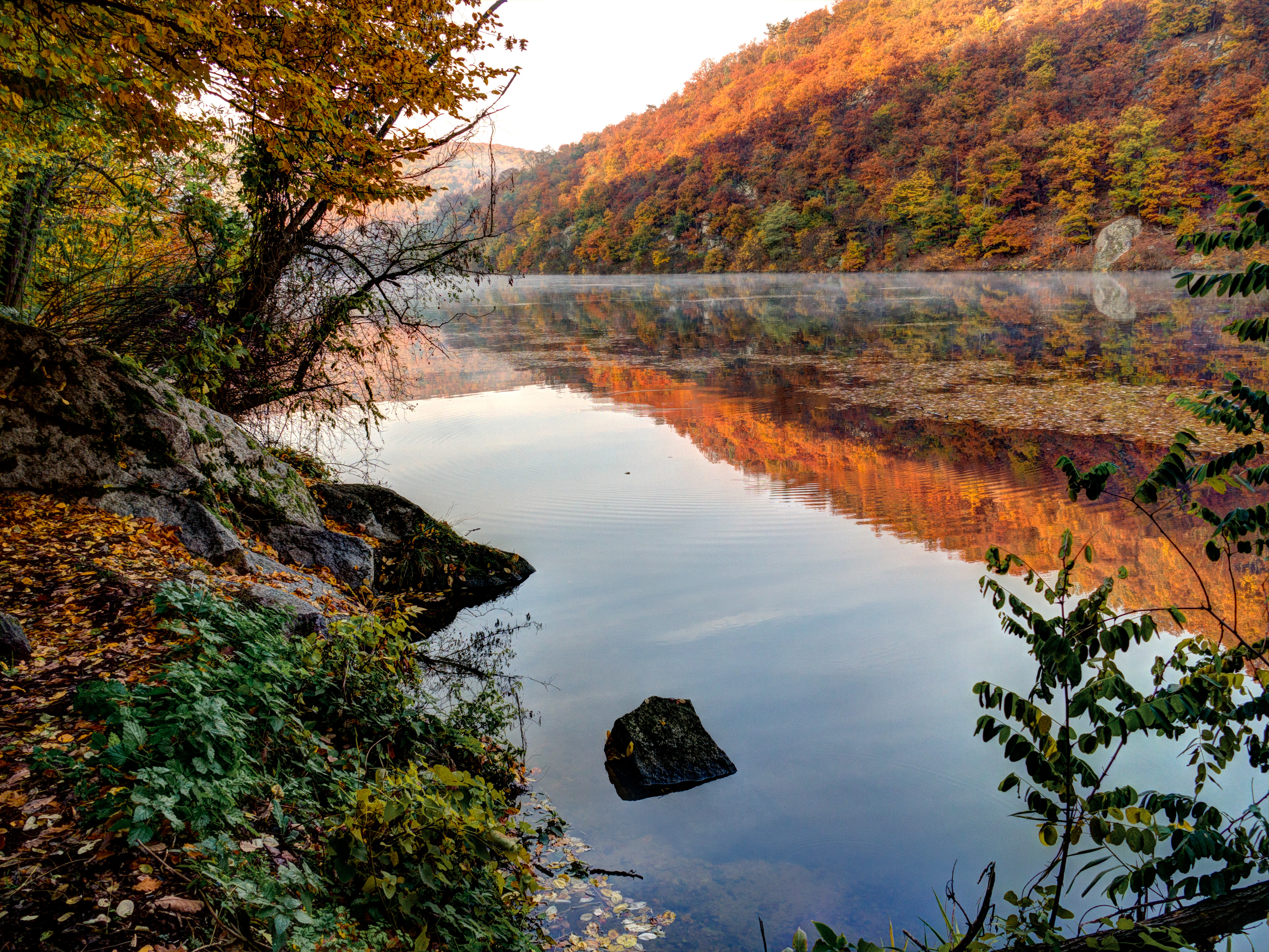
Herbst am Stausee bei Znaim

Ihre beiden Quellflüsse, die Deutsche Thaya und die Mährische Thaya, vereinigen sich in Raabs. Die Deutsche Thaya entspringt im Waldviertel in der Nähe von Schweiggers in einer Seehöhe von 657,5 m und durchfließt Vitis, Schwarzenau, Waidhofen an der Thaya, Thaya, Dobersberg, und Karlstein an der Thaya. Bedeutendster Nebenfluss der Deutschen Thaya ist der Thauabach. Er ist mit 76 km der längere der beiden Quellflüsse.
Die Mährische Thaya (tschechisch Moravská Dyje) entspringt in der Böhmisch-Mährischen Höhe. Der Flusslauf führt längs Žatec und Dačice nach Österreich, wo sie sich nach 68 km in Raabs mit der Deutschen Thaya vereint.

### Mittellauf
Im Mittellauf hat sich die Thaya tief in die Landschaft eingegraben (Höhenunterschied der Hänge etwa 100 m). Dieses markante Profil hat den Bau zahlreicher Burgen und Schlösser hoch über ihrem Ufer begünstigt (Schloss Karlstein, Burgruine Kollmitz, Drosendorf, Burg Hardegg, Ruine Kaja, Burg Raabs an der Thaya).
Bei Frain befindet sich die Vranovská přehrada (Frainer Talsperre). Im Gebiet um Hardegg, sowohl auf österreichischer als auch auf tschechischer Seite, wurde der Nationalpark Thayatal errichtet.

### Unterlauf
Im Unterlauf ab Znojmo (Znaim) ist die Thaya an mehreren Stellen aufgestaut. Die größten Stauseen sind die von Nové Mlýny (Neumühl) zwischen Dolní Dunajovice (Untertannowitz) und Hustopeče (Auspitz), in den die Svratka und die Jihlava unmittelbar nach ihrem Zusammenfluss bei Ivaň einmünden. In Znaim wird die Thaya von der als technisches Denkmal bekannten Znaimer Eisenbahnbrücke überquert.
Kurz nach Znaim wird der Thayamühlbach abgezweigt, der nach Laa an der Thaya wieder in die Thaya mündet. Der Alte Bockgraben fließt flussabwärts durch das ehemalige Flussbett der Thaya. Der Park von Schloss Lednice (Eisgrub) entstand, indem der Fluss Thaya umgeleitet wurde. Es wurde ein großer See mit vielen Inseln geschaffen.

### Mündung
Bei Hohenau, beim Hauptgrenzstein XI/6 in 147,5 m ü. A. mündet die Thaya in die March.

## Wichtige Orte an der Thaya
- Karlstein an der Thaya
- Waidhofen an der Thaya
- Raabs an der Thaya
- Drosendorf
- Vranov nad Dyjí (Frain an der Thaya)
- Hardegg
- Znojmo (Znaim)
- Laa an der Thaya
- Lednice (Eisgrub)
- Břeclav (Lundenburg)

## Unglücksfälle und Hochwasser
Im Mai 1936 ertranken beim Untergang einer überladenen Seilfähre in Nové Mlýny (Neumühl) 31 Kinder aus Rakvice (Rakwitz) auf ihrem Schulausflug.
Im März 2006 führte die Thaya das bis dahin höchste Hochwasser der vergangenen 100 Jahre (Thaya-March-Hochwasser 2006). 
Am 30. Juni 2006 stieg der Pegel durch starke Regenfälle im Oberlauf sowohl der Deutschen als auch der Mährischen Thaya innerhalb weniger Stunden während der Nacht auf den höchsten Wert seit 300 bis 400 Jahren. Dabei wurden 1500 Gebäude in circa 70 Orten unter Wasser gesetzt. Am stärksten betroffen war die Stadt Raabs, wo der Wasserstand der Deutschen Thaya auf 6,60 Meter stieg. Der Normalstand beträgt 1,20 m; beim Hochwasser 2002 betrug er 6,20 m.

## Verschiedenes
- In Wien-Floridsdorf wurde 1953 eine Gasse Thayagasse genannt.
- Der Thayatalweg 630 ist ein Wanderweg vom Nebelstein nach Retz, der über weite Teile an der Thaya entlang führt.
- Im österreichischen Tatort Grenzfall (2015), der auf historischen Fakten basiert, spielt die Thaya als Teil des Eisernen Vorhangs eine wichtige Rolle.